# 45 Kompania Wschodnia
45 Kompania Wschodnia (ros. 45 восточная ротa, niem. Ost-Kompanie 45) – oddział wojskowy Wehrmachtu złożony z Kozaków podczas II wojny światowej
W 1942 r. na okupowanej Białorusi w składzie 45 Dywizji Piechoty gen. Fritza Kühlweina została sformowana kozacka sotnia konna. Jej zadaniem było zwalczanie partyzantów w strefie działań dywizji. W poł. marca 1943 r. przemianowano ją na 45 Kompanię Wschodnią. 17 lutego 1944 r. została ona rozformowana.